# Ljudmila Konstantinowna Galanina
Ljudmila Konstantinowna Galanina (russisch Людмила Константиновна Галанина; * 2. November 1929 in Leningrad; † 4. Oktober 2010 in St. Petersburg) war eine sowjetisch-russische Prähistorikerin.

## Leben
Galanina erlebte den Deutsch-Sowjetischen Krieg, die Leningrader Blockade und die Evakuierung nach Omsk. 1944 kehrte sie nach Leningrad zurück. Nach dem Schulabschluss 1947 begann sie das Studium an der Universität Leningrad in der Archäologie-Abteilung der Historischen Fakultät. Während des Studiums nahm sie an verschiedenen archäologischen Expeditionen teil. Bei Wiktor Gaidukewitsch fertigte sie ihre Diplom-Arbeit über die befestigten Dorfsiedlungen auf der Heracles-Halbinsel der Krim an.
Ab 1953 arbeitete Galanina in der Eremitage zunächst im Arsenal der West-Abteilung und dann in der Abteilung für Geschichte der prähistorischen Kulturen. Um 1960 war sie an der Gründung der ständigen Expedition für Geschichte und Kultur der Skythen beteiligt. 1975 verteidigte sie mit Erfolg ihre Dissertation über die Geschichte der Bevölkerung des mittleren Kuban-Gebiets zu Beginn des Hellenismus anhand der Materialien aus dem Kurdschipskaja-Kurgan für die Promotion zur Kandidatin der historischen Wissenschaften.
Von 1980 bis 1984 leitete Galanina die archäologische Kelermesskaja-Expedition der Eremitage zur Untersuchung der Kelermesskaja-Kurgane, die am Anfang des 20. Jahrhunderts von D. G. Schulz und Nikolai Wesselowski nur unzureichend untersucht worden waren. Sie organisierte die ergänzenden Untersuchungen und neue Ausgrabungen. Ähnliche Arbeiten wurden bei den skythisch-majotischen Uljap-Kurganen des 7.–6. Jahrhunderts v. Chr. durchgeführt.